# بلشاصر
بِلْشاصَر، بلشصر/بلتشصربلطشصر ( عبری: בֵּלְשַׁאצַּר، نوین: Bélšá’ṣar، طبریه‌ای: Bêlešāʾṣār، یونانی: Βαλτάζαρ, Baltázar, از اکدی: 𒂗𒈗𒋀, Belsharruzur, عیناً از Bēl-šarra-uṣur, به معنای «بلِ شاه‌ْبان») کوچکترین پسر نبونعید، واپسین پادشاه شاهنشاهی نو-بابلی بود و در زمان نبود پدرش بر شهر شاهی می‌نمود؛ هرچند هرگز عناوین شاهی را نپذیرفت. او بسیاری را کشت و منجر به فروپاشی بابل و شکست آن بدست ایرانیان در سال ۵۳۹ پ.م شد.
بلشاصر بعنوان شخصیت اصلی در کتاب دانیال تحت عنوان مهمانی بلشاصر ظاهر می‌شود. در میانه مهمانی بزرگ، شاه دستی که بر دیوار می‌نویسد را می‌بیند که این واژگان را دربردارد: «مِنِ، مِنِ، تِکِل، اُفَرْسین» (به عبری: מנא מנא תקל ופרסין، mene, mene, tekel, upharsin) که تفسیر این واژگان در کتاب دانیال، اشاره به فروپاشی و سقوط بابل و دادگری خداوند است. ترجمه این عبارت رمزآلود بدین شرح است: «خداوند روزهای بلشاصر را شمرد، او سنجید و یافت خواهان شهرش (=کشورش) را پس به پارسیان و مادیان پیشکشش کرد.»